# Julius Juzeliūnas
Julius Juzeliūnas (Čepolė, actual Letònia, districte de Šiauliai, 20 de febrer, 1916 - Vílnius (Lituània), 15 de juny, 2001), fou un compositor, pedagog i personatge polític lituà.

## Biografia
Va assistir a l'escola primària de Žeimelos. Va cantar al cor de l'església de Žeimelis i va aprendre a tocar l'orgue gràcies al seu director, Juozas Pėželis. Més tard, va aconseguir el càrrec d'organista a la parròquia de Kyburii (districte de Pasvalis).
1937-1939 va servir a l'exèrcit lituà i va dirigir el cor de soldats. 1939-1944 A l'Escola de Música de Šiauliai va estudiar orgue amb el professor Juozas Karosas, viola estricta amb Povilas Matiukas, tocar el piano amb els professors I. Prielgauskas i Julius Gaidelis i, disciplines de teoria musical amb J. Karosas. Mentre estudiava, tocava la viola a l'orquestra de corda dels alumnes de l'escola que dirigia J. Karosas i a l'orquestra simfònica del teatre musical de la ciutat dirida per Petras Armonas.
Des de 1940 va estudiar al gimnàs d'adults de Šiauliai. El 1944, es va graduar a l'institut de nois de Šiauliai com a estudiant extern. De 1944-1948 Va estudiar composició al Conservatori de Kaunas (classe del profesor, Juozas Gruodis), que es va graduar amb honors. 1946-1948 va dirigir el cor d'estudiants de l'Institut d'Educació Física de Lituània, i diversos conjunts vocals.
1949-1952 Va estudiar composició a l'escola de postgrau del Conservatori Estatal N. Rimsky-Korsakov de Leningrad (classe del professor V. Voloshinov). El 1954 va defensar la tesi del seu candidat "La cançó popular lituana a les obres simfòniques d'alguns compositors soviètics lituans", i el 1972 - tesi doctoral "Sobre l'estructura dels acords". J. Juzeliūnas va estudiar el folklore de la música lituana, va compilar el seu sistema de classificació segons els tons de suport de les melodies; també va investigar les cultures musicals no europees, amb la qual cosa va visitar països africans i asiàtics.
Des de 1948 – Membre de la Unió de Compositors Lituans, 1954-1966. - vicepresident de la junta, posteriorment - membre del consell de la junta. Des de 1957 - Docent del Departament de Composició, des de 1970. - Professor, 1992-1995 - Cap del Departament de Composició, va formar uns 50 compositors. 1991-1995 Va ser membre del Consell Científic de Lituània.
Des de 1988 - Membre del grup d'iniciativa dels Sajūdis lituans i participant actiu, després - membre del Consell del Sajūdis Seimas, va dirigir les concentracions de Sąjūdis. Va ser el president de la junta de la comissió d'investigació dels crims de l'estalinisme (des de 1991, el centre d'investigació de les repressions a Lituània), 1989-1991. - Diputat popular de la Unió Soviètica. 1992-1993 Membre de la Comissió Electoral en cap.
El 1954 concedit a un artista mereixedor, 1966 - noms honorífics d'artistes populars, 1991 guardonat amb el Premi Nacional de Lituània, 1996 - Orde de Gediminas 4t grau.
Sūnus Tomas Juzeliūnas és compositor. Un altre fill, Gediminas Juzeliūnas, és físic, doctor habilitat en ciències físiques, i la seva filla, Danguolė Juzeliūnaitė, és lituanista.

## Obra
Va escriure música religiosa en la seva joventut, però va començar la seva carrera creativa com a tradicionalista, escrivint el ballet "Ant marių kranto" (1953) i les dues primeres simfonies. El ballet "Ant marių kranto" (A la vora de la llacuna) es va representar a Vílnius, Riga, Tallinn, Lviv, es van representar obres simfòniques i de cambra a Alemanya, Bèlgica, Dinamarca, Països Baixos, Finlàndia, Suècia, Itàlia, EUA i Rússia.
Es va fer famós amb la seva suite simfònica moderadament moderna "African Sketches" (1961). Des d'aleshores, va anat creant un original sistema d'harmonia, que va implementar en obres escrites darrerament: el poema simfònic "Pelenų lopšinė" (1963), un concert per a violí, orgue i orquestra de cambra (1963), Simfonia núm. 3 "Lira humana" (basada en versos d'Eduard Mieželaitis, 1965).Des del 1962 va escriure quartets de corda (núm. 1, 1962, núm. 2, 1966). , núm. 3 "Nou cartes i post scriptum", 1969, núm. 4 "Raga a quattro, 1980).
Entre les obres més importants, cal destacar el Concert per a orgue (1969), la Sonata per a violí i piano (1972), la Sonata per a veu i orgue "Melika" (1973), la simfonia-oratori "Cantus magnificat" (pel 400 aniversari de Vílnius). Universitat, 1979) , Simfonia núm. 5 "Songs of the Plains" (1982), cantata "Discurs de flors" (basada en els versos de Jonas Mekas, 1985), Concert per a clarinet i cordes (1985), Sonata per a piano núm. 2 (1986), Simfonia núm. 6 "Simfonia de proverbis" (1991), "Acció de gràcies" per a violoncel i cordes (Andrei Sàkharov, 1992), "Letania" per a oboè (1997).
L'òpera Sukilėliai (Els rebels) (basada en la novel·la de Vincas Mykolaitis-Putinas, 1957) va ser prohibida per motius polítics i només es va posar en escena l'any 1977. La segona òpera Žaidimas (El joc) (basada en la novel·la "Avarija" de Friedrich Dürrenmatt, 1968) es va representar per primera vegada, en concert l'any 2007, després de la mort de l'autor.